# Circonscription de Fraser
La circonscription de Fraser est une ancienne circonscription électorale australienne au nord du Territoire de la capitale australienne et sur le Territoire de la baie de Jervis. Elle porte le nom de James Fraser qui fut député du Territoire de la capitale australienne de 1951 à 1970.
Elle a été créée en 1974 et comprend les arrondissements de Belconnen, Gungahlin et Canberra Nord ainsi que toute la partie du territoire située au nord de la rivière Molonglo et du lac Burley Griffin ainsi que le Territoire de la baie de Jervis. La circonscription s'étend sur 513 km², en ce compris le Territoire de Jervis Bay.
Elle a toujours été un siège sûr pour le Parti travailliste australien.
La Commission électorale australienne a décidé qu'à compter des élections de 2016, le nom du siège serait changé en Fenner, pour honorer le scientifique Frank Fenner.

## Députés
| Nom            | Parti        | Période de mandat |
| -------------- | ------------ | ----------------- |
| Ken Fry        | Travailliste | 1974-1984         |
| John Langmore  | Travailliste | 1984-1996         |
| Steve Dargavel | Travailliste | 1997-1998         |
| Bob McMullan   | Travailliste | 1998-2010         |
| Andrew Leigh   | Travailliste | 2010-2016         |